# Morts sans sépulture
Morts sans sépulture est une pièce de théâtre en deux actes et quatre tableaux de Jean-Paul Sartre écrite en 1941. Elle a été présentée pour la première fois en Suède. En France la pièce a été jouée au Théâtre Antoine à Paris (direction Simone Berriau) le 8 novembre 1946 dans une mise en scène de l'auteur et de Michel Vitold, avec La Putain respectueuse. Elle a été reprise en 2012 lors du Festival d'Avignon et du 29 janvier au 1er mai 2013 au Théâtre de Ménilmontant dans une mise en scène d'Audrey Bertrand.  

## Synopsis
En France, pendant la Seconde Guerre mondiale, cinq résistants (une jeune femme et son frère cadet, un ancien étudiant, un Grec et leur compagnon) sont faits prisonniers et enfermés dans un grenier. L’un après l’autre, ils sont emmenés, interrogés et torturés (hors scène), puis reconduits dans la pièce.
De façon imprévue, le chef de leur groupe est lui aussi conduit dans la cellule : il a été arrêté au cours d’un contrôle, mais comme les gardiens ignorent sa véritable identité, il est probable qu'il sera bientôt libéré.
Voilà les cinq autres prisonniers confrontés à la tentation de révéler la véritable identité de cet homme pour obtenir leur libération. Tous refusent cependant de le faire, à l'exception du plus jeune, terrifié par la perspective d’être torturé et exécuté. Ses camarades le tuent pour l'empêcher de parler.
Un autre prisonnier, conscient qu'il ne pourra résister à la torture, se suicide en se jetant par la fenêtre au cours de l'interrogatoire.
Après que leur chef a été libéré, les trois survivants ont une chance de se sauver, en indiquant comme cachette de leur chef un endroit où ce dernier laissera le cadavre d'un compagnon, ainsi que diverses preuves et divers documents capables de faire croire aux nazis que le mort était le chef du groupe de résistants.
Cependant la jeune fille, horrifiée et bouleversée par les violences qu’a subies son frère et par sa mort, refuse de faire des aveux mensongers, qui feraient croire à leurs bourreaux qu’ils les ont fait plier et les ont vaincus. Ses deux compagnons parviennent finalement à la convaincre, et révèlent la fausse cachette de leur chef. Mais les trois survivants sont fusillés par un des geôliers qui renie sa parole. 

## Distribution
- Serge Andréguy : François Toumou
- R.J. Chauffard : Sorbier Toumoeulleux
- François Vibert : Canoris
- Marie Olivier : Lucie
- Michel Vitold : Henri
- Claude Régy : 1er milicien
- Alain Cuny : Jean
- Robert Moor : Clochet
- Yves Vincent : Landrieu
- Roland Bailly : Pellerin
- Maïk : Corbier
- Michel Jourdan : 2e milicien

- Décors : André Masson